# Васа Остојић
Васа Остојић, пуно име Василије (Сремски Карловци, 1730 — Нови Сад, 1791) био је српски барокни сликар, иконописац и фрескописац.

## Биографија
Рођен је 1730. године у Сремским Карловцима. Осликавао је цркве у Сремским Карловцима код монаха и сликара Амбросија Јанковића. У једном периоду живота био је ученик и помоћник сликара Димитрија Бачевића.
Његова најпознатија дела су рађена у Успенској цркви у Новом Саду, Цркви Светог Николе у Нерадину (1760), као и иконостаси у Цркви Светог Николе у Вогњу, Манастиру Раковац, Цркви Светог Димитрија у Будимпешти (нестао током пожара 1810.) и вероватно његов најважнији иконостас, рађен у Благовештенској цркви у Сентандреји.
Током каријере, био је под утицајем руских и украјинских барокних уметника. Касније у животу, био је награђен за своја уметничка достигнућа.
Преминуо је 1791. године у Новом Саду.